# プロポーズ (TUBEの曲)
「プロポーズ」は2004年1月28日に発売されたTUBEの42枚目のシングル。

## 概要
- めざましテレビとのタイアップにより、四季ごとに異なる4曲のテーマソングを製作することとなった。表題曲はその「春・夏・秋・冬」シングルの第4弾で、「冬」のテーマソング。夏のイメージの強いTUBEだが、四季をテーマにした4作のうち最もセールスが良かったのは「冬」の今作だった(ただし、歌詞に明確に冬を表す言葉が使われているわけではない)。
- 表題曲はプロポーズをテーマにしたバラード。
- サックス奏者ケニー・Gのカバーアルバム「デュエット」に参加し、日本盤のみのボーナストラックとして本曲をコラボレーションした。その他、メンバーの春畑も自身のソロベストアルバムでカバーしている。
- 前作同様のレーベルゲートCDで、TUBEの作品では今作からレーベルゲートCD2として発表された。現在はレーベルゲートCD2盤は廃盤となっており、CD-DAとして再発売されている。

## 収録曲
| 全作詞: 前田亘輝、全作曲: 春畑道哉、全編曲: TUBE。 |                               |          |            |      |
| #                                                  | タイトル                      | 作詞     | 作曲・編曲 | 時間 |
| 1.                                                 | 「プロポーズ」                | 前田亘輝 | 春畑道哉   | 5:27 |
| 2.                                                 | 「蕾」                        | 前田亘輝 | 春畑道哉   | 4:30 |
| 3.                                                 | 「プロポーズ (Instrumental)」 | 前田亘輝 | 春畑道哉   | 5:24 |
| 合計時間:                                          | 合計時間:                     | 15:21    |            |      |

## 収録アルバム
- 夏景色 (#1)
- Duet(日本盤) (#1、Duet with TUBE)
- Best of TUBEst 〜All Time Best〜 (#1)
- 35年で35曲 “愛と友” 〜僕のMelody 君のために〜（#1、リミックス）
- All Singles TUBEst -White- (#1)

## タイアップ
プロポーズ
- フジテレビ系「めざましテレビ」テーマソング